# ناهید شعشعانی
ناهید شعشعانی، مدیر دوبلاژ و صداپیشه ایرانی (زاده ۱۳۲۷ در تهران)، همسر مهدی آژیر و مادر شیلا و شیده آژیر است. شعشعانی در سال ۱۳۴۸ وارد عرصهٔ حرفه‌ای دوبله شد.

## فعالیت‌ها

### فیلم‌ها و سریال‌های خارجی
- سایمدانگ خاطرات درخشان
- آوای برنادت (بانوی مقدس، کروزین)
- پرستاران (وان رایان)
- عقابهای مبارز (می چائو فونگ)
- کدبانوی کارآگاه (نقش اصلی)
- شمشیر تیپو سلطان (ملکه)
- پسر اژدها سوار (اژدها - سافیرا)
- داستان زندگی[۲] (میدوری)
- سریال { پوارو 1989 }، فصل سوم قسمت اول ( رابطه مرموز در دهکده استایلز نقش: ایوی )

### کارتون
- هاچ زنبو عسل (مادر هاچ و نقش‌های مهمان)
- حنا دختری در مزرعه (عمه خانم)
- ماجراهای هاکلبری فین (خانم واتسون)
- بینوایان (فانتین)
- آخرین تک شاخ (مالی)
- زنان کوچک (عمه مارتا)
- هایدی، دختر آلپ (خانم رتل مایر)
- بچه های آلپ (کارتون) ( فرانسین مادر آنت ) و ( ماری خواهر لوسین )